# ألبرتو لوكي
ألبرتو لوكي مارتوس (بالإسبانية: Albert Luque)، من مواليد 11 مارس 1978 في تاراسا في إسبانيا، لاعب كرة قدم إسباني.
بدأ مسيرته الكروية مع نادي مايوركا في عام 1998، ولعب معهم حتى عام 2002، وشارك معهم في 80 مباراة وسجل 29 هدف، وفي موسم 1999/2000 أعير إلى نادي ملقا، ولعب معهم 24 مباراة وسجل 3 أهداف، وفي عام 2002 انتقل إلى نادي ديبورتيفو لاكارونا، ولعب معهم حتى عام 2005، وشارك معهم في 100 مباراة وسجل 25 هدف، ومنذ عام 2005 وهو يلعب معهم نادي نيوكاسل يونايتد الإنجليزي.
و قد بدأ باللعب مع منتخب إسبانيا لكرة القدم في عام 2002 وكان أحد الدعائم الأساسية للمنتخب الإسباني المشارك في يورو 2004 بالبرتغال.

## روابط خارجية
- ألبرتو لوكي على موقع الاتحاد الدولي (مؤرشف)  (الإنجليزية)
- ألبرتو لوكي على موقع الاتحاد الأوربي (الإنجليزية)
- ألبرتو لوكي على موقع قاعدة بيانات كرة القدم.إي يو (الإنجليزية)
- ألبرتو لوكي على موقع بيانات كرة القدم. دي إي (الألمانية)
- ألبرتو لوكي على موقع ناشيونال فوتبول تيمز (الإنجليزية)
- ألبرتو لوكي على موقع Soccerbase.com (لاعب) (الإنجليزية)
- ألبرتو لوكي على موقع Soccerway.com (الإنجليزية)
- ألبرتو لوكي على موقع عالم كرة القدم.نت (الإنجليزية)
- ألبرتو لوكي على موقع أوليمبيديا (الإنجليزية)